# Erich Lehmann (Leichtathlet)
Erich Lehmann (* 12. September 1890 in Treppendorf, Lübben (Spreewald); † 9. Juli 1917; voller Name Leberecht Julius Erich Ernst Lehmann) war ein deutscher Sprinter und Mittelstreckenläufer.
Bei den Olympischen Spielen 1912 in Stockholm schied er über 400 Meter, 800 Meter und in der 4-mal-400-Meter-Staffel im Vorlauf aus.
1912 wurde er Deutscher Meister über 800 Meter.
Erich Lehmann startete für die Charlottenburger Turn-Gemeinde.

## Persönliche Bestzeiten
- 400 m: 50,6 min, 30. Juli 1911, Berlin
- 800 m: 2:00,0 min, 1912